# 生蕃空
生蕃空，是台灣南投縣埔里鎮的一個傳統地域名稱，位於該鎮中部偏南。相較於今日行政區，其範圍大致包括溪南里、清新里西南半部、同聲里西南部。

## 歷史
台灣清治末期至日治初期，生蕃空地區為一街庄，稱為「生蕃空庄」，隸屬於埔里社堡。該庄北與大肚城庄為鄰，東北與埔里社街為鄰，東邊一小段與水頭庄為界，東南邊及南邊為珠仔山庄，西南邊及西邊為挑米坑庄，西北邊為牛相觸庄。
1901年（日治明治三十四年）11月，全台廢縣廳改設二十廳，該庄隸屬於南投廳。1903年（明治三十六年）6月，該庄編入「埔里社區」，隸屬於南投廳。1909年（明治四十二年）10月，合併二十廳為十二廳，埔里社區仍隸屬於南投廳。1920年（大正九年），全台地方制度大改正，廢十二廳改設五州二廳，該庄改制為「生蕃空」大字，隸屬於臺中州能高郡埔里街。
戰後埔里街改制為埔里鎮，隸屬於臺中縣，大字亦改制為里。1950年10月，中、彰、投分治，埔里鎮改隸屬南投縣。

## 聚落
本地區發展較早的聚落有生番空、白葉坑、水墻等，在日治期初期的官方地圖上已有記載。此外，本地區尚有坪仔頂、蜈蚣窟、茄苳腳等聚落。

## 交通
省道台14線（中山路三段、信義路）是彰化中庄子至南投廬山的幹道，大致以西向東到達本地區西北角西側的省道台21線路口，轉北北東與其共線，至恒吉城聚落轉東南東再轉東北東與省道台21線共線經過本地區北部邊界外不遠處。由該道路向西獨行後可前往國姓市區西南郊、草屯、芬園、彰化中庄子並止於省道台1線路口；向東北東轉東獨行並繞過埔里市區北側後可前往仁愛（霧社）、廬山等地。
省道台21線（信義路、中山路三段、桃南路、桃米路）是台中市東勢區天冷至南投縣信義鄉塔塔加的幹道，大致以東北東—西南西走向轉東南東—西北西走向再轉北北東—南南西走向與省道台14線共線經過本地區北部邊界外不遠處，再於本地區西北部凸出部分西側外緣經省道台14線路口後獨行，轉南南東再轉南南西經過該地區西部邊界外緣，其後續行經過本地區西部邊界外不遠處。由該道路向東北東轉東再北北東獨行過眉溪牛眠橋、國道6號埔里交流道連絡道路口後轉西北可前往國姓東北部、新社東南部、東勢南端並止於省道台8線路口；向南南西可前往魚池、水里東南部、信義、和社、塔塔加等地。
鄉道投65線（新生路、珠生路）是埔里至新城的道路，大致以東北微北—西南微南走向由本地區東北部邊界中央偏南處入境後，經鄉道投77線路口續行，至生番空聚落轉南南東繞大彎轉南南西，其後轉東南再轉南南東蜿蜓而行，於本地區東南部邊界中央偏北處經鄉道投65-1線終點路口出境。由該道路向東北微北可前往埔里市區並止於縣道131號起點路口（埔里圓環）；向南南東可前往珠子山、鹿蒿、新城並止於省道台21線路口。
鄉道投65-1線（隆生路）是埔里市區至白葉坑的道路，其西南側端點位於本地區東南部邊界地帶的鄉道投65線路口。由此向東北微北沿邊界而行，經鄉道投77線路口後出境，可前往水頭與埔里交界地帶、埔里與枇杷城交界地帶、埔里市區並止於縣道131號路口。
鄉道投77線（南環路）是壽全橋至愛蘭橋的道路，大致以東南微南—西北微北走向蜿蜒經過本地區東北部，並經過鄉道投65-1線、投65線路口。由該道路向東南微南可前往水頭西南部並止於南港溪壽全橋東側的鄉道投72線路口；向西北微北轉西北西可前往大肚城西南端並止於南港溪愛蘭橋東北側的省道台14線、台21線共線路口。

## 學校
- 溪南國小